# SuperDraft de la MLS 2008
El SuperDraft de 2008 fue el noveno evento de este tipo para la MLS se llevó a cabo el 18 de enero de 2009 en Baltimore, Maryland. El SuperDraft consistió en cuatro rondas de catorce selecciones de cada uno, para un total de 56 jugadores seleccionados en el proyecto.
La primera selección de cada ronda le correspondería a San Jose Earthquakes equipo que regresaría nuevamente después de estar dos años inactivo y la última selección de cada ronda le correspondería al campeón de la temporadoa 2007 Houston Dynamo.
El proyecto precedió a la temporada 2009 de la MLS.

## Primera Ronda
|  | Miembro de Generación Adidas |

| N.º | Jugador        | Equipo de la MLS                                     | Universidad/Proyecto/Club                               | Posición       | Imagen |
| --- | -------------- | ---------------------------------------------------- | ------------------------------------------------------- | -------------- | ------ |
| 1   | Chance Myers   | Kansas City Wizards (desde San Jose Earthquakes)     | Universidad de California en Los Ángeles                | Defensa        |        |
| 2   | Brek Shea      | FC Dallas (desde Toronto FC)                         | Generación Adidas                                       | Centrocampista |        |
| 3   | Tony Beltrán   | Real Salt Lake                                       | Universidad de California en Los Ángeles                | Defensa        |        |
| 4   | Sean Franklin  | Los Angeles Galaxy                                   | Universidad Estatal de California en Northridge         | Defensa        |        |
| 5   | Ciaran O'Brien | Colorado Rapids                                      | Universidad de California en Santa Bárbara              | Centrocampista |        |
| 6   | Andry Iro      | Columbus Crew                                        | Universidad de California en Santa Bárbara              | Defensa        |        |
| 7   | Patrick Nyarko | Chicago Fire (desde New York Red Bulls)              | Instituto Politécnico y Universidad Estatal de Virginia | Delantero      |        |
| 8   | Josh Lambo     | FC Dallas                                            | Generación Adidas                                       | Portero        |        |
| 9   | Julius James   | Toronto FC (desde Chivas USA)                        | Universidad de Connecticut                              | Defensa        |        |
| 10  | Pat Phelan     | Toronto FC (desde D.C. United)                       | Universidad de Wake Forest                              | Centrocampista |        |
| 11  | Roger Espinoza | Kansas City Wizards                                  | Universidad Estatal de Ohio                             | Centrocampista |        |
| 12  | Dominic Cervi  | Chicago Fire                                         | Universidad de Tulsa                                    | Portero        |        |
| 13  | Rob Valntino   | New England Revolution                               | Universidad de San Francisco                            | Defensa        |        |
| 14  | David Horst    | Real Salt Lake (desde Houston Dynamo vía Toronto FC) | Universidad Old Dominion                                | Defensa        |        |

## Segunda Ronda
|  | Miembro de Generación Adidas |

| N.º | Jugador              | Equipo de la MLS                                                       | Universidad/Proyecto/Club                  | Posición       | Imagen |
| --- | -------------------- | ---------------------------------------------------------------------- | ------------------------------------------ | -------------- | ------ |
| 15  | Shea Salinas         | San Jose Earthquakes                                                   | Universidad Furman                         | Centrocampista |        |
| 16  | Eric Brunner         | New York Red Bulls (desde Toronto FC)                                  | Universidad Estatal de Ohio                | Defensa        |        |
| 17  | Alex Nimo            | Real Salt Lake                                                         | Generación Adidas                          | Delantero      |        |
| 18  | Michael Videira      | New England Revolution (desde Los Angeles Galaxy)                      | Universidad de Duke                        | Centrocampista |        |
| 19  | Eric Avila           | FC Dallas (desde Colorado Rapids)                                      | Universidad de California en Santa Bárbara | Centrocampista |        |
| 20  | George Josten        | Columbus Crew                                                          | Universidad Gonzaga                        | Centrocampista |        |
| 21  | Ely Allen            | Los Angeles Galaxy (desde New York Red Bulls)                          | Universidad de Washington                  | Centrocampista |        |
| 22  | Ricardo Pierre-Louis | Columbus Crew (desde FC Dallas)                                        | Universidad Lee                            | Delantero      |        |
| 23  | Yomby William        | Kansas City Wizards (desde Chivas USA)                                 | Universidad Old Dominion                   | Defensa        |        |
| 24  | Andrew Jacobson      | D.C. United                                                            | Universidad de California en Berkeley      | Centrocampista |        |
| 25  | Jonatan Leathers     | Kansas City Wizards (desde Kansas City Wizards vía Los Angeles Galaxy) | Universidad Furman                         | Defensa        |        |
| 26  | Peter Lowri          | Chicago Fire                                                           | Universidad de Santa Clara                 | Centrocampista |        |
| 27  | Joe Germanese        | New England Revolution                                                 | Universidad de Duke                        | Centrocampista |        |
| 28  | Brian Edwards        | Toronto FC (desde Houston Dynamo vía Los Angeles Galaxy)               | Universidad de Wake Forest                 | Portero        |        |

## Tercera Ronda
|  | Miembro de Generación Adidas |

| N.º | Jugador          | Equipo de la MLS                                          | Universidad/Proyecto/Club                  | Posición       | Imagen |
| --- | ---------------- | --------------------------------------------------------- | ------------------------------------------ | -------------- | ------ |
| 29  | Julian Valentín  | Los Angeles Galaxy (desde San Jose Earthquakes)           | Universidad de Wake Forest                 | Defensa        |        |
| 30  | Mike Zaher       | Toronto FC                                                | Universidad de California en Los Ángeles   | Defensa        |        |
| 31  | Ryan Miller      | Columbus Crew (desde Real Salt Lake vía FC Dallas)        | Universidad de Notre Dame                  | Defensa        |        |
| 32  | Luke Sassano     | New York Red Bulls (desde Los Angeles Galaxy)             | Universidad de California en Berkeley      | Centrocampista |        |
| 33  | Ryan Cordeiro    | D.C. United (desde Colorado Rapids)                       | Universidad de Connecticut                 | Centrocampista |        |
| 34  | Matt Allen       | Los Angeles Galaxy (desde Columbus Crew)                  | Universidad Creighton                      | Portero        |        |
| 35  | Josh Lapira      | Toronto FC (desde New York Red Bulls vía Colorado Rapids) | Universidad de Notre Dame                  | Delantero      |        |
| 36  | Adrian Chevannes | Colorado Rapids (desde FC Dallas)                         | Universidad Metodista del Sur              | Defensa        |        |
| 37  | Brennan Tannelle | Real Salt Lake (desde Chivas USA)                         | Universidad de California en Santa Bárbara | Centrocampista |        |
| 38  | Dwight Barnet    | Chicago Fire (desde D.C. United)                          | Universidad Lynn                           | Delantero      |        |
| 39  | Matt Marquess    | Kansas City Wizards                                       | Universidad de Santa Clara                 | Defensa        |        |
| 40  | Stephen King     | Chicago Fire                                              | Universidad de Maryland                    | Centrocampista |        |
| 41  | Matt Britner     | New England Revolution                                    | Universidad Brown                          | Defensa        |        |
| 42  | Geoff Cameron    | Houston Dynamo                                            | Universidad de Rhode Island                | Centrocampista |        |

## Cuarta Ronda
|  | Miembro de Generación Adidas |

| N.º | Jugador           | Equipo de la MLS                                                                | Universidad/Proyecto/Club                               | Posición       | Imagen |
| --- | ----------------- | ------------------------------------------------------------------------------- | ------------------------------------------------------- | -------------- | ------ |
| 43  | Keith Savage      | Chivas USA (desde San Jose Earthquakes)                                         | Universidad de Florida Occidental                       | Centrocampista |        |
| 44  | David Roth        | New York Red Bulls (desde Toronto FC)                                           | Universidad Northwestern                                | Centrocampista |        |
| 45  | Jamil Roberts     | FC Dallas (desde Real Salt Lake)                                                | Universidad de Santa Clara                              | Defensa        |        |
| 46  | Brandon McDonald  | Los Angeles Galaxy                                                              | Universidad de San Francisco                            | Centrocampista |        |
| 47  | Brian Grazier     | Colorado Rapids                                                                 | Universidad de San Luis                                 | Centrocampista |        |
| 48  | Steven Lenhart    | Columbus Crew                                                                   | Universidad Azusa Pacific                               | Delantero      |        |
| 49  | Scott Campbell    | Colorado Rapids (desde New York Red Bulls)                                      | Universidad de Carolina del Norte                       | Centrocampista |        |
| 50  | Ben Nason         | FC Dallas                                                                       | Instituto Politécnico y Universidad Estatal de Virginia | Centrocampista |        |
| 51  | Matt Hatzke       | Los Angeles Galaxy (desde Chivas USA vía Real Salt Lake vía New York Red Bulls) | Universidad de Santa Clara                              | Defensa        |        |
| 52  | Tony Schmitz      | D.C. United                                                                     | Universidad Creighton                                   | Centrocampista |        |
| 53  | Rauwshan McKenzie | Kansas City Wizards                                                             | Universidad Estatal de Míchigan                         | Defensa        |        |
| 54  | Austin Washington | Chicago Fire                                                                    | Universidad Gonzaga                                     | Defensa        |        |
| 55  | Spencer Wadsworth | New England Revolution                                                          | Universidad de Duke                                     | Delantero      |        |
| 56  | Jeremy Barlow     | Houston Dynamo                                                                  | Universidad de Virginia                                 | Centrocampista |        |

## Selecciones por Posición
| Ronda   | Portero | Defensa | Mediocampista | Delantero | Totales |
| ------- | ------- | ------- | ------------- | --------- | ------- |
| Primera | 2       | 7       | 4             | 1         | 14      |
| Segunda | 1       | 3       | 8             | 2         | 14      |
| Tercera | 1       | 6       | 5             | 2         | 14      |
| Cuarta  | 0       | 4       | 8             | 2         | 14      |
| Totales | 4       | 20      | 25            | 7         | 56      |